# Litex Lowetsch
Der PFK (Profesionalen futbolen klub) Litex Lowetsch (bulgarisch ПФК Литекс Ловеч) ist ein professioneller Fußballverein aus Lowetsch, Bulgarien.

## Geschichte des Vereins
Der Verein hat seine Wurzeln im Verein FK Chissarja, der im Jahr 1921 offiziell ins Leben gerufen wurde und 1923 sein erstes Spiel absolvierte. Es folgten bis 1935 Fusionen mit FK Kirkow, FK Pobeda und SK Lewski und ein Neustart unter dem Namen DFS Christo Karpatschew im Jahr 1957.
1979 markierte mit der Umbenennung in DFS Osam Lowetsch einen Meilenstein in der Vereinsgeschichte. Osam etablierte sich fortan in der zweiten bulgarischen Liga und verfehlte den Aufstieg in die höchste Spielklasse oft nur knapp.
Im Jahr 1991 nahm der Verein den Namen des neuen Sponsors Lex an und nannte sich fortan Lex Lowetsch. Die Formkurve zeigte weiterhin deutlich nach oben und gipfelte 1994 im Aufstieg in die erste bulgarische Liga, den man sich durch die Zweitligameisterschaft sicherte.
Bereits im ersten Jahr sorgte Lex für Furore, schlug Vereine wie ZSKA Sofia, Slawia Sofia und Lokomotive Plowdiw und schloss die Saison mit einem beachtlichen elften Platz ab.
Im darauffolgenden Jahr konnte das gute Resultat nicht bestätigt werden, was den Abstieg zur Folge hatte.
Dennoch entwickelte sich der Rückschlag zu einem positiven Wendepunkt, als Grischa Gantschew, Geschäftsmann in der Ölbranche mit der Firma Litex Commerce, den Verein aufkaufte und in Litex unbenannte. Es fand eine große Neustrukturierung statt, in der ein Großteil der Spieler den Verein verlassen musste, um einer neuen Mannschaft Platz zu machen. Es heuerten sowohl neue Talente als auch Spieler an, die ehemals in den großen bulgarischen Vereinen aktiv waren und dort aussortiert wurden. Ohne große Schwierigkeiten und mit einem Abstand von zehn Punkten gewann Litex die Zweitligameisterschaft und stieg auf. Darüber hinaus erarbeiteten sie sich einen Ruf als „Phänomen Litex“, da sie sowohl im bulgarischen Pokal, in dem sie das Viertelfinale erreichten, als auch im bulgarischen Ligapokal, wo sie das Finale erreichten (wo sie dann gegen Neftochimik Burgas nach Elfmeterschießen verloren) und in Freundschaftsspielen nahezu alle Spitzenklubs schlugen.
Bereits in der ersten Saison 1997/98 gewannen sie als Aufsteiger sensationell die Meisterschaft, was zuvor keinem anderen Verein gelungen war, und distanzierten dabei den zweitplatzierten Klub Lewski Sofia um fünf Punkte. Zudem konnten der Stürmer Dimtscho Beljakow – mit 21 Treffen die Torjägerkanone – und der Mittelfeldspieler Stojtscho Stoilow den Titel als bester Spieler der Saison erringen.
Obwohl der Verein sowohl in der Qualifikation zur UEFA Champions League deutlich gegen Spartak Moskau in der zweiten Vorrunde (nachdem die Bulgaren in der ersten Qualifikationsrunde den schwedischen Klub Halmstad rausgeworfen hatten), und danach in der ersten Runde des UEFA-Pokals gegen den Grazer AK ausschied, konnte Litex den Titel in Bulgarien verteidigen und strich 1999 die zweite Meisterschaft ein.

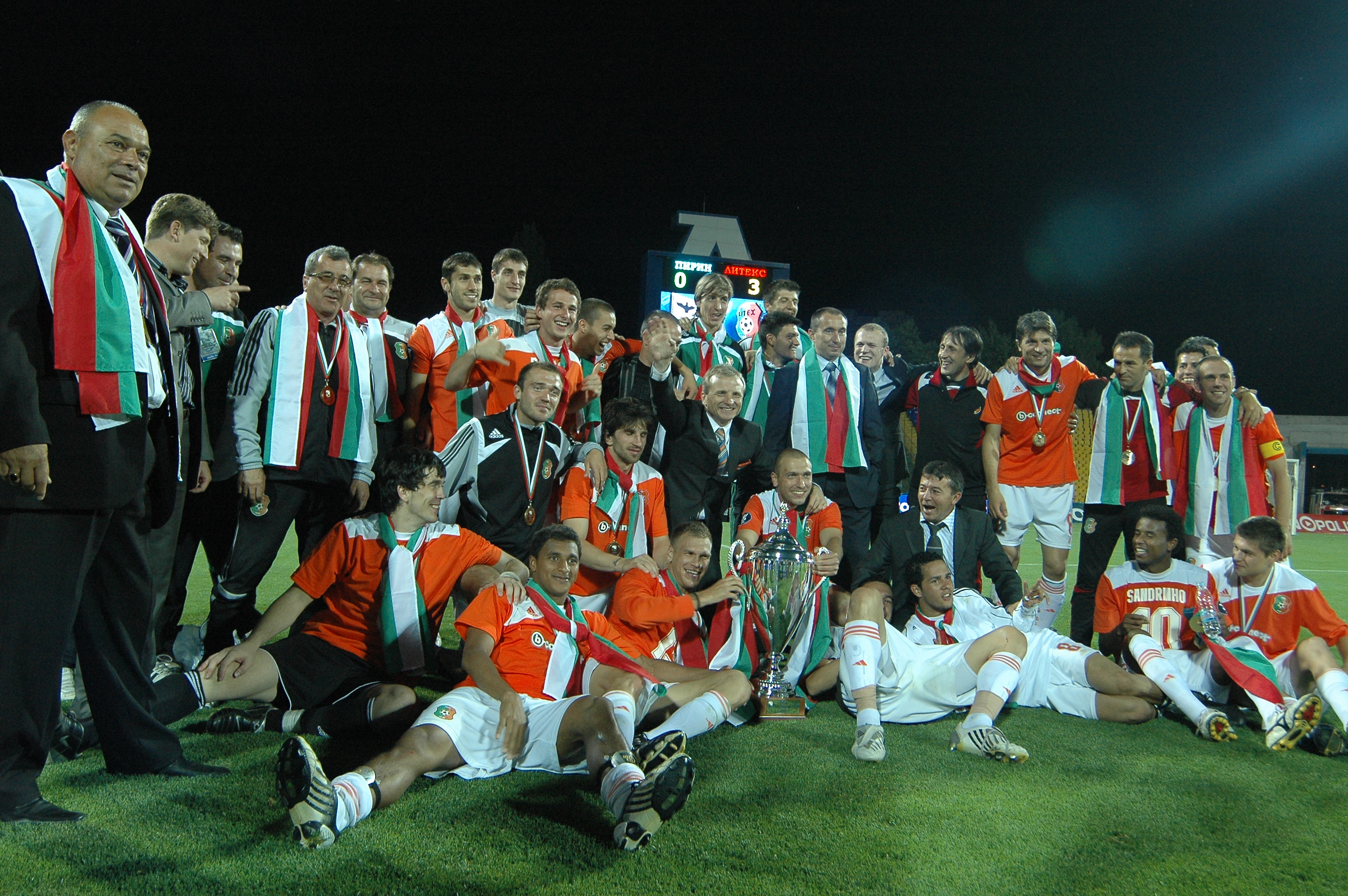
Der Pokalsieg von Litex 2009

In den zwei nächsten Spielzeiten konnte das Niveau in der Liga nicht gehalten werden und der Verein orientierte sich im oberen Mittelfeld, wohingegen die Trophäensammlung 2001 um den bulgarischen Pokal erweitert werden konnte, als Welbaschd Kjustendil mit 1:0 in der Verlängerung geschlagen wurde. Der Verein erholte sich fortan auch in der Meisterschaft und schloss jeweils mit dem zweiten und danach dem dritten Platz ab.
Es folgte im Jahr 2004 der Gewinn des zweiten bulgarischen Pokals, wobei man im Elfmeterschießen gegen ZSKA Sofia die Oberhand behielt.
Ljupko Petrović, Trainer der Pokalsiegermannschaft, trägt zurzeit erneut die sportliche Verantwortung, nachdem der israelische Trainer Itzhak Shum, Doublegewinner mit Panathinaikos Athen, nach einer Heimniederlage gegen ZSKA Sofia im Mai 2005 entlassen wurde.
In der Saison 2007/08 gelang Litex die Qualifikation für die erste Runde des UEFA-Pokals. Dort unterlag der Verein dem Hamburger SV.
Zu einem Eklat kam es am 20. Spieltag der Saison 2015/2016 im Auswärtsspiel bei Lewski Sofia. Schiedsrichter Georgie Jordanow pfiff in der 44. Spielminute einen Elfmeter wegen einer Tätlichkeit gegen Litex. Der Kolumbianer Rafael Perez, der den Spanier Miguel Bedoya an den Hals fasste, erhielt zudem die rote Karte für diese Aktion. Litex spielte zu diesem Zeitpunkt bereits mit zehn Spielern, nachdem der US-Amerikaner Bjorn Johnsen ebenfalls wegen einer Tätlichkeit gegen Miguel Bedoya die rote Karte erhielt. Bedoya ging nach zwei kurz hintereinander folgenden Schubsern zu Boden. Die Mannschaft aus Lowetsch verließ noch vor der Ausführung des Elfmeters auf Anweisung des Managers Stojtscho Stojlow und des Vereinspräsidenten Trifon Popow, aus Protest gegen den Schiedsrichter, das Spielfeld. Sie warfen dem Schiedsrichter vor, ähnliche Szenen unterschiedlich zu bewerten. So ahndete er einen Schubser von Lewskis Wesselin Minev gegen den kolumbianischen Stürmer Danilo Asprilla nur mit einer gelben Karte. Das Spiel wurde beim Stand von 0:1 abgebrochen und anschließend mit 3:0 für Levski gewertet. Den Führungstreffer für Litex in der 20. Spielminute schoss Asprilla. Litex wurde aufgrund des Abbruchs vom bulgarischen Fußballverband (BFS) aus der ersten Liga ausgeschlossen. In der Saison 2016/17 darf der Verein in der zweiten bulgarischen Liga spielen.

## Sonstiges
- Litex hält den Rekord für den höchsten Sieg gegen das bulgarische Spitzenteam ZSKA Sofia, das 1998 mit 8:0 besiegt wurde.
- Litex konnte als erstes bulgarisches Team in einem europäischen Wettbewerb gegen einen deutschen Vertreter in Deutschland gewinnen, als 2001 der Zweitligist 1. FC Union Berlin in der zweiten Runde besiegt wurde.

## Spieler
| - Swetoslaw Todorow (1997–2001, 2009–2012) - Laurențiu Reghecampf (1998–1999) - Radostin Kischischew (1998–2000, 2009–2010) - Georgi Milanow (2000–2009) Jugend, (2009–2013) Spieler, - Milivoje Novakovič (2005–2006) | - Džemal Berberović (2005–2008, 2013–) - Stanislaw Manolew (2005–2009) - Iwelin Popow (2006–2010) - Jürgen Gjasula (2013–2014) |

## Trainer
- Mihai Stoichiță (2000)
- Itzhak Shum (2004–2005)
- Stanimir Stoilow (2008–2009)
- Ljuboslaw Penew (2010–2011)
- Christo Stoitschkow (2012–2013)

## Sportliche Erfolge
- Bulgarischer Meister (4): 1998, 1999, 2010, 2011
- Bulgarischer Pokalsieger (4): 2001, 2004, 2008, 2009

## Europapokalbilanz
| Saison    | Wettbewerb            | Runde                  | Gegner                        | Gesamt          | Hin     | Rück          |
| --------- | --------------------- | ---------------------- | ----------------------------- | --------------- | ------- | ------------- |
| 1998/99   | UEFA Champions League | 1. Qualifikationsrunde | Halmstads BK                  | 3:2             | 2:0 (H) | 1:2 (A)       |
| 1998/99   | UEFA Champions League | 2. Qualifikationsrunde | Spartak Moskau                | 02:11           | 0:5 (H) | 2:6 (A)       |
| 1998/99   | UEFA-Pokal            | 1. Runde               | Grazer AK                     | 1:3             | 1:1 (H) | 0:2 (A)       |
| 1999/2000 | UEFA Champions League | 1. Qualifikationsrunde | Glentoran FC                  | 5:0             | 3:0 (H) | 2:0 (A)       |
| 1999/2000 | UEFA Champions League | 2. Qualifikationsrunde | Widzew Łódź                   | 5:5 (2:3 i. E.) | 4:1 (H) | 1:4 n. V. (A) |
| 2001/02   | UEFA-Pokal            | Qualifikation          | Longford Town                 | 3:1             | 1:1 (A) | 2:0 (H)       |
| 2001/02   | UEFA-Pokal            | 1. Runde               | AŠK Inter Slovnaft Bratislava | 3:1             | 0:1 (A) | 3:0 (H)       |
| 2001/02   | UEFA-Pokal            | 2. Runde               | 1. FC Union Berlin            | 2:0             | 2:0 (A) | 0:0 (H)       |
| 2001/02   | UEFA-Pokal            | 3. Runde               | AEK Athen                     | 3:4             | 2:3 (A) | 1:1 (H)       |
| 2002/03   | UEFA-Pokal            | Qualifikation          | Atlantas Klaipėda             | 8:1             | 5:0 (H) | 3:1 (A)       |
| 2002/03   | UEFA-Pokal            | 1. Runde               | Panathinaikos Athen           | 1:3             | 0:1 (H) | 1:2 n. V. (A) |
| 2003/04   | UEFA-Pokal            | Qualifikation          | Zimbru Chișinău               | 0:2             | 0:0 (H) | 0:2 (A)       |
| 2004/05   | UEFA-Pokal            | 2. Qualifikationsrunde | FK Željezničar Sarajevo       | 9:1             | 2:1 (A) | 7:0 (H)       |
| 2004/05   | UEFA-Pokal            | 1. Runde               | Grazer AK                     | 1:5             | 0:5 (A) | 1:0 (H)       |
| 2005/06   | UEFA-Pokal            | 2. Qualifikationsrunde | HNK Rijeka                    | (a)2:2(a)       | 1:0 (H) | 1:2 (A)       |
| 2005/06   | UEFA-Pokal            | 1. Runde               | KRC Genk                      | 3:2             | 2:2 (H) | 1:0 (A)       |
| 2005/06   | UEFA-Pokal            | Gruppenphase           | Grasshopper Club Zürich       | 2:1             | 2:1 (H) |               |
| 2005/06   | UEFA-Pokal            | Gruppenphase           | Dnipro Dnipropetrowsk         | 2:0             | 2:0 (A) |               |
| 2005/06   | UEFA-Pokal            | Gruppenphase           | AZ Alkmaar                    | 0:2             | 0:2 (H) |               |
| 2005/06   | UEFA-Pokal            | Gruppenphase           | FC Middlesbrough              | 0:2             | 0:2 (A) |               |
| 2005/06   | UEFA-Pokal            | Sechzehntelfinale      | Racing Straßburg              | 0:2             | 0:2 (H) | 0:0 (A)       |
| 2006/07   | UEFA-Pokal            | 1. Qualifikationsrunde | FC Koper                      | 6:0             | 1:0 (A) | 5:0 (H)       |
| 2006/07   | UEFA-Pokal            | 2. Qualifikationsrunde | Omonia Nikosia                | 2:1             | 0:0 (A) | 2:1 (H)       |
| 2006/07   | UEFA-Pokal            | 1. Runde               | Maccabi Haifa                 | 2:4             | 1:1 (A) | 1:3 (H)       |
| 2007/08   | UEFA-Pokal            | 1. Qualifikationsrunde | Sliema Wanderers              | 7:0             | 3:0 (A) | 4:0 (H)       |
| 2007/08   | UEFA-Pokal            | 2. Qualifikationsrunde | KS Besa Kavajë                | 6:0             | 3:0 (A) | 3:0 (H)       |
| 2007/08   | UEFA-Pokal            | 1. Runde               | Hamburger SV                  | 1:4             | 0:1 (H) | 1:3 (A)       |
| 2008/09   | UEFA-Pokal            | 2. Qualifikationsrunde | Hapoel Ironi Kirjat Schmona   | 2:1             | 0:0 (H) | 2:1 (A)       |
| 2008/09   | UEFA-Pokal            | 1. Runde               | Aston Villa                   | 2:4             | 1:3 (H) | 1:1 (A)       |
| 2009/10   | UEFA Europa League    | Play-offs              | BATE Baryssau                 | 1:4             | 1:0 (A) | 0:4 n. V. (H) |
| 2010/11   | UEFA Champions League | 2. Qualifikationsrunde | FK Rudar Pljevlja             | 5:0             | 1:0 (H) | 4:0 (A)       |
| 2010/11   | UEFA Champions League | 3. Qualifikationsrunde | MŠK Žilina                    | 2:4             | 1:1 (H) | 1:3 (A)       |
| 2010/11   | UEFA Europa League    | Play-offs              | Debreceni VSC                 | 1:4             | 0:2 (A) | 1:2 (H)       |
| 2011/12   | UEFA Champions League | 2. Qualifikationsrunde | FK Mogren                     | 1:4             | 0:2 (A) | 1:2 (H)       |
| 2011/12   | UEFA Champions League | 3. Qualifikationsrunde | Wisła Krakau                  | 2:5             | 1:2 (H) | 1:3 (A)       |
| 2011/12   | UEFA Europa League    | Play-offs              | Dynamo Kiew                   | 1:3             | 1:2 (H) | 0:1 (A)       |
| 2014/15   | UEFA Europa League    | 1. Qualifikationsrunde | FC Veris Chișinău             | 3:0             | 0:0 (A) | 3:0 (H)       |
| 2014/15   | UEFA Europa League    | 2. Qualifikationsrunde | Diósgyőri VTK                 | 2:3             | 0:2 (H) | 2:1 (A)       |
| 2015/16   | UEFA Europa League    | 1. Qualifikationsrunde | FK Jelgava                    | (a)3:3(a)       | 1:1 (A) | 2:2 (H)       |

Gesamtbilanz: 74 Spiele, 31 Siege, 15 Unentschieden, 28 Niederlagen, 108:91 Tore (Tordifferenz +17)